# Yasodhara

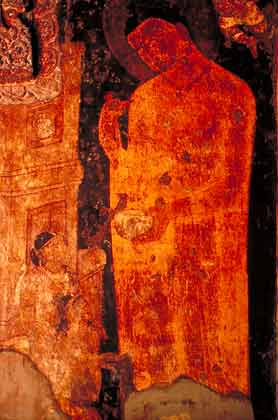
Buda con Yashodhara y Rahula (abajo a la izquierda), Ajanta.

La princesa Yasodharā fue la esposa del príncipe Sidarta Gautama, el fundador del budismo. Más tarde entraría a la orden de las monjas budistas. Es considerada una arhat.

## Vida
Yasodhara fue hija del rey Suppabuddha, y Pamitā, hermana del padre de Buda Gautama, el rey Suddhodana. Su padre fue un jefe Koliya y su madre venía de familia Shakia. Los shakias y los koliyas eran ramas del clan Adicca de la dinastía solar. No había familia considerada igual a ellos en la región y por tanto miembros de estas dos familias se casaban solamente entre ellos.
Fue casada con su primo, el príncipe Sidarta de los shakias al cumplir ambos 16 años de edad. A los 29 años de edad dio luz a su único hijo, un niño llamado Rāhula. En el día de su nacimiento el príncipe dejó el palacio. Yasodharā estaba devastada y sumida en pena. Al escuchar que su esposo llevaba una vida santa decidió emularlo removiendo su joyería, usando una túnica amarilla y comiendo solo una vez al día. Aunque parientes le enviaban mensajes para decirle que la mantendrían ella no aceptaba. Muchos príncipes la buscaron pero ella los rechazaba. A lo largo de la ausencia de seis años de Sidarta, Yasodara siguió las novedades de sus acciones muy de cerca.
Cuando Buda visitó Kapilavastu luego de haber alcanzado la iluminación, Yasodhara no fue a ver a su antiguo esposo sino que pensó: "Seguramente si he ganado alguna virtud el Señor vendrá a mi presencia." Para cumplirle su deseo, el Buda entró en su presencia y admiró su paciencia y su sacrificio.
Algún tiempo luego de que su hijo Rāhula se volviese un monje novicio, Yasodharā también entró a la orden de monjes y monjas y en ese entonces alcanzó el estatus de Arhat. Fue ordenada como bhikkhuni (monja budista) incluida entre quinientas señoritas siguiendo a Mahapajapati Gotami para establecer la orden femenina. Fue declarada poseedora del mayor poder sobrenatural entre las monjas. Entre las discípulas femeninas ella fue jefa de aquellas que consiguieron grandes poderes sobrenaturales. Murió a los 78 años, dos años antes del Paranirvāṇa de Buda.[cita requerida]

## Leyendas
En muchas leyendas de la vida de Buda,  Yashodharā encuentra a Sidarta Gautama por primera vez en una vida previa, cuando como el joven brahmán Sumedha, es identificado como un futuro Buda por el en ese entonces  Buda Dīpankara.
Esperando en la ciudad de Paduma a Dipankara, él intenta comprar flores como ofrenda al Iluminado, pero pronto se da cuenta de que el rey ya había comprado todas las flores para su propia ofrenda. Aun así, mientras Dipankara se aproxima, Sumedha divisa a una chica llamada Sumidha (o Bhadra) llevando ocho lotos en sus manos. Intenta comprarle las flores pero ella reconoce su potencial y le ofrece cinco de los ocho lotos si él le promete que ellos serán esposos en sus próximas existencias.    
En el decimotercer capítulo del Sutra del loto del Mahayana,  Yasodhara recibe una predicción del Buda Sakyamuni y de Mahapajapati Gotami.

## Nombres
El significado del nombre Yasodhara (Sánscrito) [de yasas "gloria, esplendor" + dhara "portador" de la raíz verbal dhri "llevar, aguantar"] es portadora de gloria.  Los nombres con los que ha sido llamada además de Yashodhara son: Yashodhara Theri (doyenne Yashodhara), Bimbadevi, Bhaddakaccana y Rahulamata (madre de Rahula).  En el Canon Pali, el nombre de Yasodharā no se menciona, pero hay dos referencias al nombre de Bhaddakaccānā.

## Interpretaciones teosóficas
El teosofista Subba Row afirma que el nombre remite a uno de los tres poderes místicos (cf utpala-varna).

## Literatura
- The First Buddhist Women: Translations and Commentaries on the Therigatha Author: Susan Murcott, ISBN 0-938077-42-2
- Life of Princess Yashodara: Wife and Disciple of the Lord Buddha Devee, Sunity (Autor) and Bhuban Mohen Murkerjie (Ilustrador), Kessinger Publishing, 2003 (Reimpresión de la edición original de 1929), ISBN 978-0-7661-5844-3 (13), ISBN 0-7661-5844-6 (10), on-line: . Consultado el 21 de agosto de 2020.
- Yashodhara: Six Seasons Without You, by  Subhash Jaireth, Wild Peony Pty Ltd, Broadway, NSW, Australia, 2003, ISBN 1-876957-05-0